# 갈매기 (1980년 드라마)
《갈매기》는 1980년 6월 6일에 방영된 KBS 문예극장이다.

## 등장 인물
- 이종만
- 민지환
- 민욱
- 안해숙
- 안대용